# Jacksonville (Arkansas)
Jacksonville – miasto w Stanach Zjednoczonych, w stanie Arkansas, w hrabstwie Pulaski.

## Znane osoby
Z Jacksonville pochodzi Lexi Weeks, amerykańska lekkoatletka, tyczkarka.